# Ingolffjord
De Ingolffjord is een fjord in het Nationaal park Noordoost-Groenland in het oosten van Groenland.

## Geografie
De fjord heeft verschillende bochten, maar ligt gemiddeld genomen west-oost georiënteerd. De Ingolffjord heeft een lengte van meer dan 100 kilometer en snijdt in het Kroonprins Christiaanland in. 
Ten noorden van de fjord liggen de Prinses Elisabeth Alpen en het Amdrupland, ten zuiden de Prinses Caroline-Mathilde Alpen en het Holmland.

### Gletsjers
In de fjord wateren meerdere gletsjers uit, waaronder de (van west naar oost): Hjørnegletsjer, Smalle Spærregletsjer, Brede Spærregletsjer, Bjørnegletsjer, Tobiasgletsjer en Mågegletsjer.